# 황체 호르몬
프로게스테론(progesterone, P4) 또는 황체 호르몬(黃體hormone, 영어: luteal hormone, 황색체 호르몬)은 여성의 호르몬 중 하나이다. 여포 자극 호르몬(follicle stimulating hormone, FSH), 황체 형성 호르몬(luteinizing hormone, LH), 에스트로겐(estrogen)과 함께 여성의 생식 주기를 조절한다. 월경 시작일 기준으로 1~14일을 여포기(follicular phase), 14~28일을 황체기(luteal phase)라고 한다.
황체 호르몬은 황체에서 분비되는 성호르몬(sex hormone)의 여러 종류를 아울러 가리킨다. 주로 난소의 황체나 태반에서 분비되며, 임신을 유지하는 작용을 한다. 또는 생화학적 반응을 갖는 합성 호르몬제를 가리키기도 한다. 이들은 약리학적 사용에서 무월경, 절박 및 습관 유산의 치료에 쓰인다.

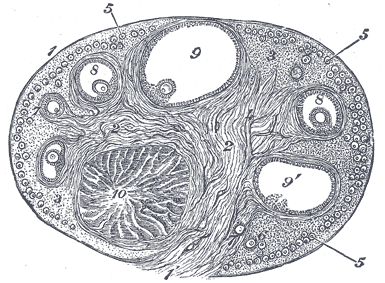

## 황체호르몬작용
자연적인 황체호르몬작용(黃體hormone作用)은 여성의 생식계에서 분비되어 자궁 내막, 자궁 근육에 작용하여 주로 월경 조절, 수정, 임신 유지에 관여하는 호르몬 작용이다. 몇 가지 다른 호르몬의 전구물질이기도 하다.
이러한 프로게스테론(P4 또는 progesterone 또는 황체호르몬)은 약물이자 자연적으로 발생하는 스테로이드 호르몬이다. 이것은 호르몬으로서 여성의 갱년기 증상과 낮은 성호르몬 수치에 대한 호르몬 치료에서 주로 에스트로겐(estrogens)과 함께 사용될수있다. 이것은 또한 여성에게서 임신과 생식 능력을 지원하고 부인과 질환을 치료하는 데 사용될수있다. 프로게스테론(P4)은 구강, 질, 근육이나 지방 주사 등을 통해 섭취 또는 투여할 수 있다. 피임에 사용되는 프로게스테론 질 링과 프로게스테론 자궁 내 장치도 세계 일부 지역에서 사용되고있다.

## 종류
황체 호르몬으로는 프로게스테론(progesterone), 프로게스토젠(또는 프로게스타겐), 프로게스틴(progestin) 등이 있다.

## 자가면역황체호르몬피부염
자가면역황체호르몬피부염(自家免疫黃體hormone皮膚炎)은 월경 주기마다 피부병이 악화되는 피부염으로 월경 직전이 가장 심하며, 두드러기, 습진 따위의 다양한 피부병이 발생할 수 있다. 피부 반응 검사에서 프로게스테론을 사용하여 진단해볼 수 있다.

## 같이 보기
- 생식샘자극호르몬 방출호르몬
- hCG
- 에스트로겐